# Antoni Pierzchała
Antoni Pierzchała (ur. 13 kwietnia 1929 w Brzyskach, zm. 7 sierpnia 2024) – polski dyplomata, ambasador PRL w Libanie i Jordanii (1974–1976), Egipcie, Sudanie (1979–1984) oraz PRL i RP Australii (1987–1992), I sekretarz Komitetu Zakładowego PZPR w MSZ w 1972.

## Życiorys
Ukończył studia na Uniwersytecie Jagiellońskim. W latach 1955–1959 pracował w Ambasadzie PRL w Moskwie, następnie był m.in. dyrektorem Ośrodka Kultury Polskiej w Bułgarii (1962–1967) oraz doradcą ministra spraw zagranicznych (1972–1974). W 1974 rozpoczął misję jako ambasador nadzwyczajny i pełnomocny w Libanie i Jordanii, którą pełnił do 1976, następnie był ambasadorem w Egipcie i Sudanie. Do 1992 pełnił misję ambasadora RP w Australii.
Zmarł 7 sierpnia 2024 i 13 sierpnia po mszy w kościele św. Katarzyny został pochowany w grobie rodzinnym na starym cmentarzu na Służewie.
Odznaczony Krzyżem Kawalerskim Orderu Odrodzenia Polski i Złotym Krzyżem Zasługi. 